# Artur Karnoza
Artur Ołeksandrowycz Karnoza, ukr. Артур Олександрович Карноза (ur. 2 sierpnia 1990 w Dniepropetrowsku) – ukraiński piłkarz, grający na pozycji pomocnika.

## Kariera piłkarska

### Kariera klubowa
Wychowanek DJuSSz „Dnipromajn” w Dniepropetrowsku. W 2002 został zaproszony do Dnipra Dniepropetrowsk, barwy którego bronił w juniorskich mistrzostwach Ukrainy (DJuFL). Karierę piłkarską rozpoczął w 2005 w drużynie rezerwowej Dnipra Dniepropetrowsk. W Wyższej Lidze debiutował 2 listopada 2008 w meczu przeciwko Krywbasa Krzywy Róg, wygranym 1:0. Na początku 2011 został wypożyczony do końca sezonu do klubu Naftowyk-Ukrnafta Ochtyrka. Latem 2011 Naftowyk wykupił transfer piłkarza. W czerwcu 2012 przeniósł się do FK Sewastopol. 14 lipca 2014 po rozformowaniu sewastopolskiego klubu przeszedł do Karpat Lwów. 13 grudnia 2016 za obopólną zgodą kontrakt został anulowany. 21 lutego 2017 podpisał kontrakt z Czornomorcem Odessa. Latem 2017 opuścił odeski klub. 19 grudnia 2017 został piłkarzem SK Dnipro-1. 17 lipca 2018 wrócił do Czornomorca Odessa. 11 grudnia 2018 opuścił odeski klub. 13 lutego 2019 został piłkarzem FK Mynaj.

### Kariera reprezentacyjna
Występował w reprezentacji Ukrainy U-17 oraz reprezentacji Ukrainy U-19, w której pełnił funkcję kapitana drużyny.

## Sukcesy i odznaczenia

### Sukcesy klubowe
- mistrz Ukraińskiej Pierwszej Ligi: 2013

### Sukcesy reprezentacyjne
- mistrz Europy U-19: 2009